# 龍文正
龍文正，湖北汉阳人，明朝政治人物。岁贡出身。
崇禎十三年，擔任廣東廣州府永安縣知縣（現紫金縣知縣）。后由侯啟御接任。